# Pekin (Illinois)
Pekin è un comune (city) degli Stati Uniti d'America, capoluogo della contea di Tazewell, appartenente allo Stato federato dell'Illinois.